# جامعة هلسنكي للفنون
جامعة هلسنكي للفنون (بالإنجليزية: University of the Arts Helsinki)‏ هي جامعة عامة في فنلندا تأسست عام 2013.

## إحصائيات
يبلغ عدد طلاب الجامعة 2,100 طالب.

## وصلات خارجية
- الموقع الإلكتروني